# ヤロスラフ・コロレフ
ヤロスラフ・コロレフ（ロシア語: Ярослав Игоревич Королев、英語: Yaroslav Korolev、1987年5月7日 - ）は、ロシアのプロバスケットボール選手。ロシア男子プロバスケットボールリーグ1部スーパーリーグの強豪ディナモ・モスクワ所属。モスクワ出身。ポジションはスモールフォワード。208cm、111kg。